# 狄茲·納茲
狄茲·納茲（英語：Deez Nuts，英語諧音「這些睾丸」；約2000年—），本名布雷迪·C·奧爾森，是2015年7月下旬提交2016年美國總統選舉候選人提名表格給聯邦選舉委員會的諷刺候選人。

## 生平
2015年8月中旬公共政策投票發起的一次艾奧瓦州、明尼蘇達州和北卡羅萊納州之民意調查中，納茲獲得了8%、8%和9%的支持率，從而獲得媒體的關注。
納茲競選總統的行為，令大眾注意到部分值得商榷的總統候選人。在北卡羅萊納州負責民意調查的公共政策投票分析師吉姆·威廉姆斯（Jim Williams）到《衛報》投稿指出，由於人口邊緣化與對反體制候選人的愛好，「你可以叫（第三黨候選人）任何名字，他們會得到他們的7%或8%。」（You could call [the third party candidate] anything, and they would get their 7% or 8%.）。
2015年8月19日，「狄茲·納茲」的身分被公開——一名住在艾奥瓦州沃靈福德的十五歲青年布雷迪·C·奧爾森（Brady C. Olson）。在《滾石》的訪問中，他透露他創造了一個「半試圖突破兩黨制，與領先者的半無奈」惡作劇（half-trying to break the two-party system, half-frustration with the front-runners）。按照美利坚合众国宪法第二条第一款，奧爾森在該時並未達到35歲的年齡以參選美國總統。